# Alina Hulanicka
Maria Alina Hulanicka (gift Mazurka-Bilińska), född 5 oktober 1907 i Warszawa, vojvodskap Masovien, död 15 februari 1989 i Tomaszów Lubelski, vojvodskap Lublin; var en polsk friidrottare med löpgrenar som huvudgren. Hulanicka var en pionjär inom damidrott, hon blev bronsmedaljör vid den tredje ordinarie damolympiaden 1930.

## Biografi
Alina Hulanicka föddes i mellersta Polen. Hon tävlade främst i kortdistanslöpning men även i höjdhopp, längdhopp och mångkamp. Hon gick med i idrottsföreningen TG Sokół-Grażyna Warszawa i Warszawa, och tävlade för klubben under hela sin aktiva tid.
Hulanicka deltog i flera polska mästerskap, hon var mästare i löpning 60 meter 1928, 1929 och 1930 samt polsk mästare i löpning 100 meter 1928. 1930 och 1931 var hon även polsk mästare i höjdhopp. Hon var även mästare i längdhopp utan ansats och stafettlöpning. Under sin aktiva tid satte hon flera polska rekord.
Hulanicka deltog i den tredje ordinarie damolympiaden (polska: Światowe Igrzyska Kobiet) 6–8 september i Prag, under idrottsspelen vann hon bronsmedalj i stafettlöpning 4 x 100 meter (med Alina Hulanicka som förste löpare, Maryla Freiwald, Stanisława Walasiewicz och Felicja Schabińska).
Senare drog hon sig tillbaka från tävlingslivet och studerade till läkare. Hon gifte sig sedan med läkaren Józef Mazurek och paret flyttade till Tomaszów Lubelski i sydöstra Polen. Hon arbetade som gynekolog vid stadens sjukhus fram till sin pensionering 1977. Hulanicka dog 1989.